# Iranici
Gli Iranici sono un insieme di popolazioni indoiraniche di origine indoeuropea, caratterizzati dal parlare le lingue iraniche.
Si deve osservare che nella protostoria gli Iranici erano soprattutto diffusi nell'Eurasia settentrionale in una fascia che si estendeva dall'Europa centrale alla catena dei monti Sajany-Altai in Siberia.
Tra i popoli iranici delle steppe si annoverano in genere gli Sciti, i Cimmeri, i Saci, i Parti, gli Alani e i Sarmati.

## Lingue iraniche
Le lingue iraniche appartengono al grande ramo indoiranico delle lingue indoeuropee e sono per questo motivo particolarmente affini alle lingue indoeuropee parlate in India. Le lingue iraniche sono lingue satem.
Anticamente pare fossero parlate nella steppa pontico-caspica a nord del Mar Nero e solo successivamente, durante l'Età del bronzo (1000 a.C.) si diffusero nelle loro sedi storiche:
- l'Iran,
- il Vicino Oriente,
- il Pakistan,
- l'Afghanistan
- l'Asia centrale e Siberia (estinti ad eccezione del Tagikistan).

Pare sia a causa dell'espansione medioevale turco-mongola che le lingue iraniche dell'Asia centrale e della Siberia meridionale si siano estinte. In Europa l'ultima sopravvivenza è l'Alano-Osseto nel Caucaso, mentre le altre lingue iraniche d'Europa (Iazigo nei Balcani, scitico in Ucraina e Russia) si sono estinte durante l'espansione germanica e successivamente unna nel IV-VI secolo d.C.

## Teorie genetiche
Secondo moderne teorie genetiche le popolazioni iraniche discendevano da genti di origine indoeuropea e molto probabilmente erano in maggioranza costituiti da soggetti appartenenti all'aplogruppo R.